# Mongol labdarúgó-válogatott
A mongol labdarúgó-válogatott Mongólia nemzeti csapata, amelyet a mongol labdarúgó-szövetség irányít. A szövetséget 1960-ban alapították, de 1998-ig nem vettek részt semmilyen nemzetközi megmérettetésben.

## Világbajnoki szereplés
| Év   | Forduló    | Év       | Forduló       |
| ---- | ---------- | -------- | ------------- |
| 1930 | Nem indult | 1982     | Nem indult    |
| 1934 | Nem indult | 1986     | Nem indult    |
| 1938 | Nem indult | 1990     | Nem indult    |
| 1950 | Nem indult | 1994     | Nem indult    |
| 1954 | Nem indult | 1998     | Nem indult    |
| 1958 | Nem indult | 2002     | Nem jutott be |
| 1962 | Nem indult | 2006     | Nem jutott be |
| 1966 | Nem indult | 2010     | Nem jutott be |
| 1970 | Nem indult | 2014     | Nem jutott be |
| 1974 | Nem indult | 2018     | Nem jutott be |
| 1978 | Nem indult | 2022     |               |
|      |            | Összesen | 0/20          |

## Ázsia-kupa szereplés
| Év   | Forduló    | Év       | Forduló       |
| ---- | ---------- | -------- | ------------- |
| 1956 | Nem indult | 1992     | Nem indult    |
| 1960 | Nem indult | 1996     | Nem indult    |
| 1964 | Nem indult | 2000     | Nem jutott be |
| 1968 | Nem indult | 2004     | Nem jutott be |
| 1972 | Nem indult | 2007     | Nem indult    |
| 1976 | Nem indult | 2011     | Nem jutott be |
| 1980 | Nem indult | 2015     | Nem jutott be |
| 1984 | Nem indult | 2019     |               |
| 1988 | Nem indult | 2023     |               |
|      |            | Összesen | 0/16          |

## Mongólia nemzetközi mérlege
| Mérk | Gy | D | V  | RG | KG  | GK   |
| ---- | -- | - | -- | -- | --- | ---- |
| 36   | 7  | 4 | 25 | 34 | 149 | -115 |

## Külső hivatkozások
- Mongólia a FIFA.com-on Archiválva 2012. augusztus 21-i dátummal a Wayback Machine-ben (angolul)
- Mongólia mérkőzéseinek eredményei az rsssf.com-on (angolul)
- Mongólia mérkőzéseinek eredményei az EloRatings.net-en (angolul)
- Mongólia a national-football-teams.com-on (angolul)